# Esercito del popolo
L'Esercito del popolo la cui sigla era EDP fu un'organizzazione armata di matrice comunista, legata ai Collettivi politici veneti, che inneggiò alla lotta di classe e che compì un attentato dinamitardo contro la sede Rai di Primiero in provincia di Trento nel 1981.

## Idee sociali ed azioni
Durante il sequestro D'Urso, la contestazione alla Montedison di Porto Marghera e la notte dei fuochi del Veneto, un gruppo di giovani dell'Autonomia operaia del Veneto decise di assaltare la sede Rai di Primiero per annunciare in diretta televisiva che sarebbero state fatte altre azioni violente contro le banche e le industrie del Nord Italia, considerate sfruttatrici della classe operaia italiana ed internazionale. La sede Rai venne scelta in quanto considerata la voce del capitale e del potere padronale in Italia. Dopo questa azione il gruppo compì varie azioni dinamitarde nel Nordest italiano contro sedi del MSI, banche, sedi di associazioni di industriali, caserme dei Carabinieri, e questure delle città del Triveneto, mentre rimase inattivo quando vennero smantellate le Brigate Rosse e Prima Linea.